# Active-HDL
Active-HDL — середовище розробки, моделювання та верифікації проєктів для програмованих логічних інтегральних схем, розроблене фірмою Aldec. Перша версія програмного забезпечення вийшла в 1997 році.
Програма дозволяє створювати описи пристроїв за допомогою мов опису апаратури, а також за допомогою структурних схем. Спочатку програма підтримувала тільки мову VHDL, але з часом додалася підтримка мов Verilog і SystemC.
Програма також дозволяє створювати графічні моделі кінцевих автоматів та конвертувати HDL опис в графічні структурні схеми і назад.
Програма забезпечена потужним ядром моделювання. Підтримується спільна робота з програмами MATLAB і Simulink.